# Hijas de Job
Las Hijas de Job (en inglés: Job's Daughters International) es una organización infantil y juvenil femenina patrocinada por la francmasonería, para jóvenes de entre 10 a 20 años. La organización fue fundada por Ethel T. Wead Mick en Omaha, Nebraska, el 20 de octubre de 1920. 
El objetivo de la organización es reunir a las jóvenes que están relacionadas con un maestro masón, y tratar de construir el carácter a través del desarrollo moral y espiritual. Sus objetivos incluyen una gran reverencia hacia Dios y la Santa Biblia, tal y como está establecido en la Constitución de las Hijas de Job, la lealtad hacia el país y la bandera, y el respeto a los padres, a los guardianes y a los abuelos. Las Hijas de Job no son ninguna religión, secta, o sociedad secreta, sus miembros no tienen que practicar una religión determinada, pero deben creer en un Ser Supremo. Las Hijas de Job tienen capítulos llamados bethels en los Estados Unidos, Canada, Australia, Brasil y en las Filipinas. Las Hijas de Job enseñan los valores del liderazgo, hablar en público, la caridad, el respeto por los mayores, los ancianos y el valor del trabajo en equipo. Sus miembros deben tener entre 10 y 20 años, estar relacionadas o patrocinadas por un maestro masón y creer en un Ser Supremo. Para postularse para ser miembro de las Hijas de Job, el aspirante debe ser una niña de entre 10 y 20 años. Para unirse a esta organización, el solicitante debe estar relacionado con un maestro masón o estar patrocinado por un miembro mayoritario de las hijas de Job y un maestro masón. Los futuros miembros no están obligados a practicar ninguna religión en particular, pero deben creer en un Ser Supremo llamado GADU.